# Áreas de importancia para las aves en Zambia

Provincias de Zambia

En Zambia, hay 42 áreas de importancia para las aves o IBAs (Important Bird Areas), según BirdLife International, que cubren una extensión de 104.514 km2. Según BirdLife, en el país hay 736 especies de aves, de las cuales 601 son aves terrestres, 135 son aves acuáticas, 7 son aves marinas y 204 son aves migratorias. En esta diversidad, hay 3 especies endémicas y 24 especies globalmente amenazadas: la garceta de garganta roja, el inseparable de mejillas negras, el alimoche sombrío, el barbudo de Chaplin, la garcilla malgache, el cernícalo patirrojo, el águila esteparia, el águila rapaz, el águila moteada, el buitre cabeciblanco, el buitre orejudo, el buitre dorsiblanco africano, el picozapato, la grulla carunculada, el cálao terrestre sureño, la cloropeta picofina de los papiros, el águila volatinera, el águila marcial, el secretario, el halcón taita, la grulla coronada cuelligrís, el correlimos zarapitín, el chorlito gris y la golondrina azul.

## Provincia del Noroeste

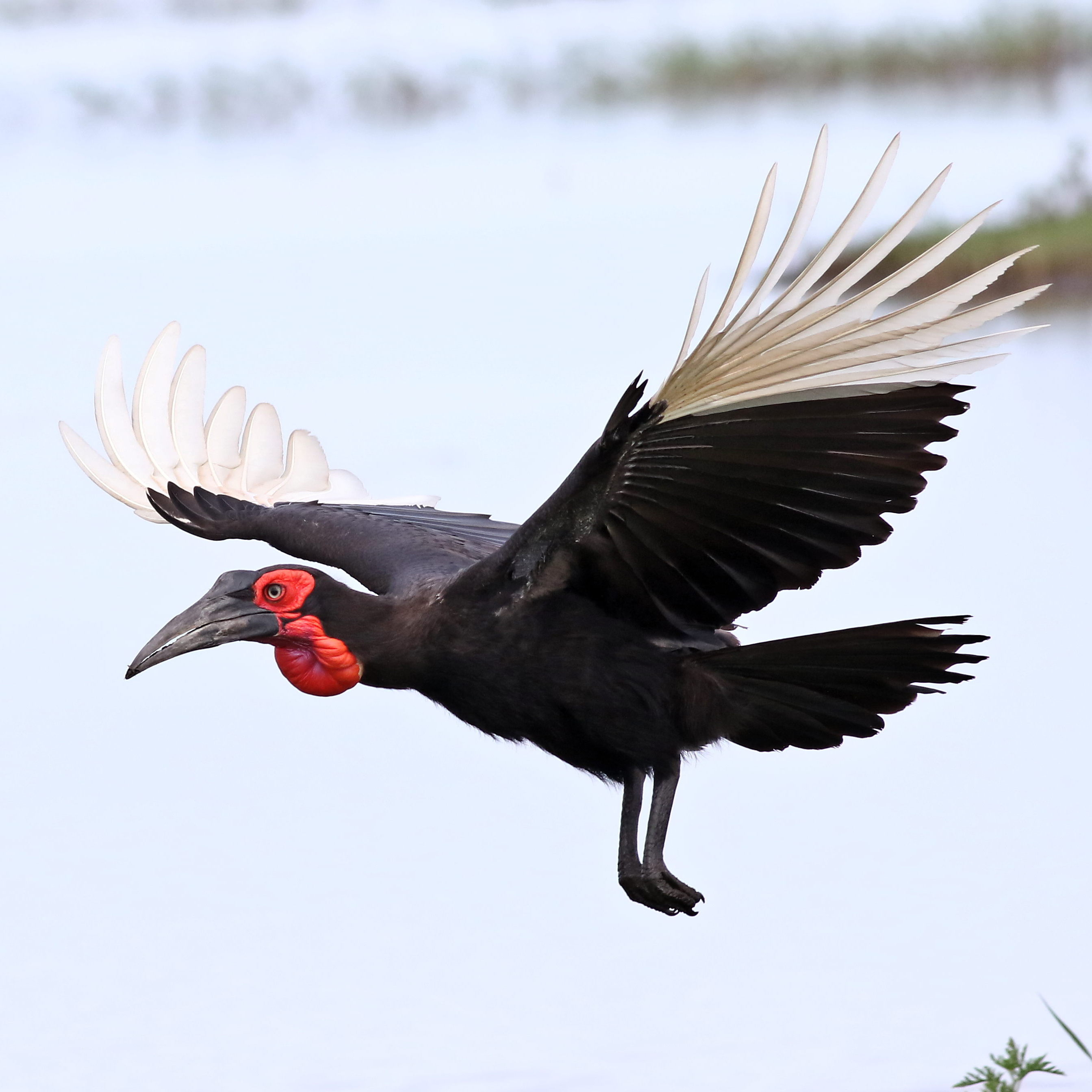
Cálao terrestre sureño

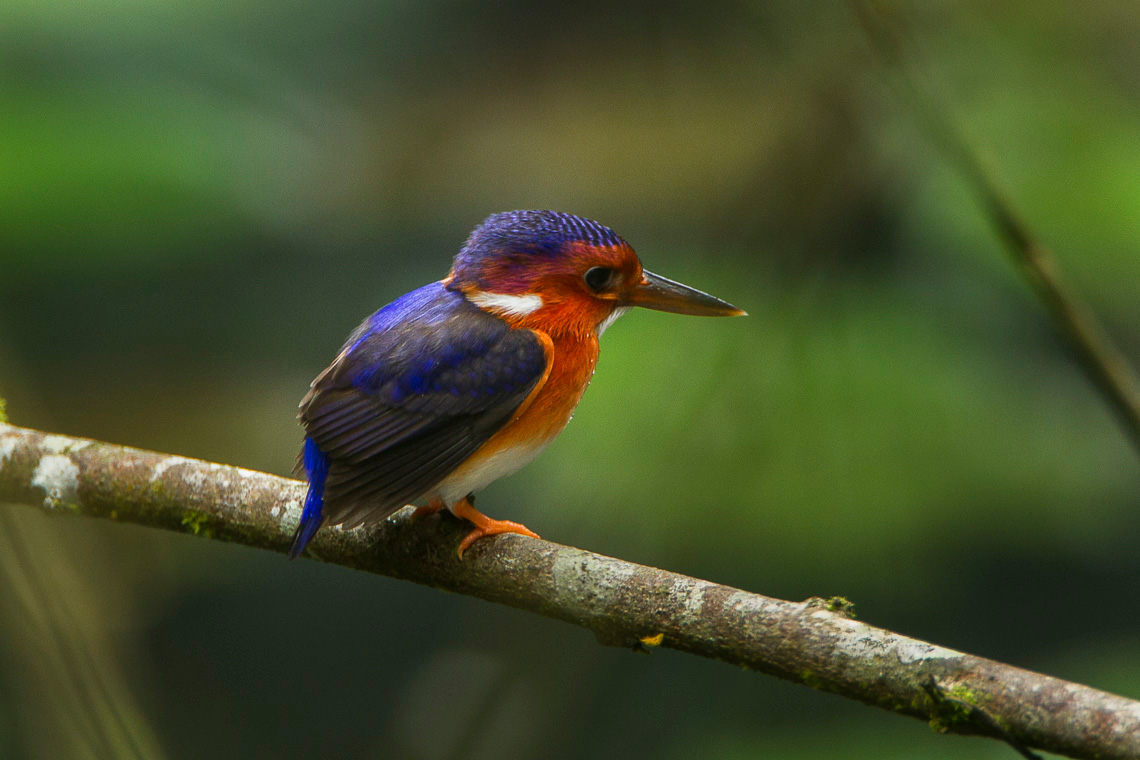
Martín pescador verdiblanco

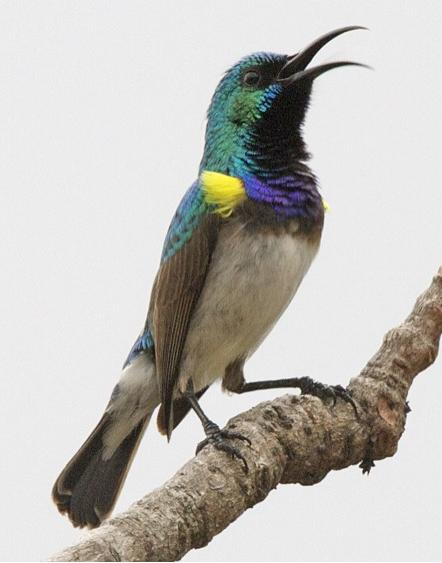
Suimanga pechiblanco

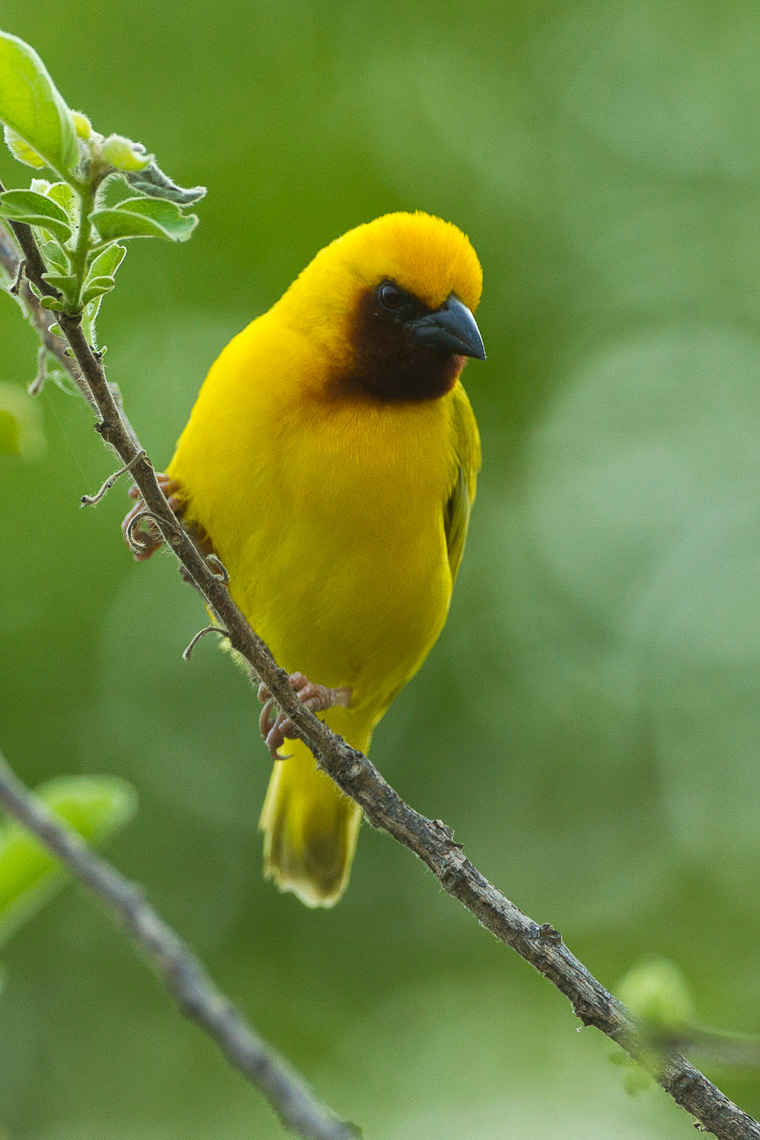
Tejedor gorjipardo sureño

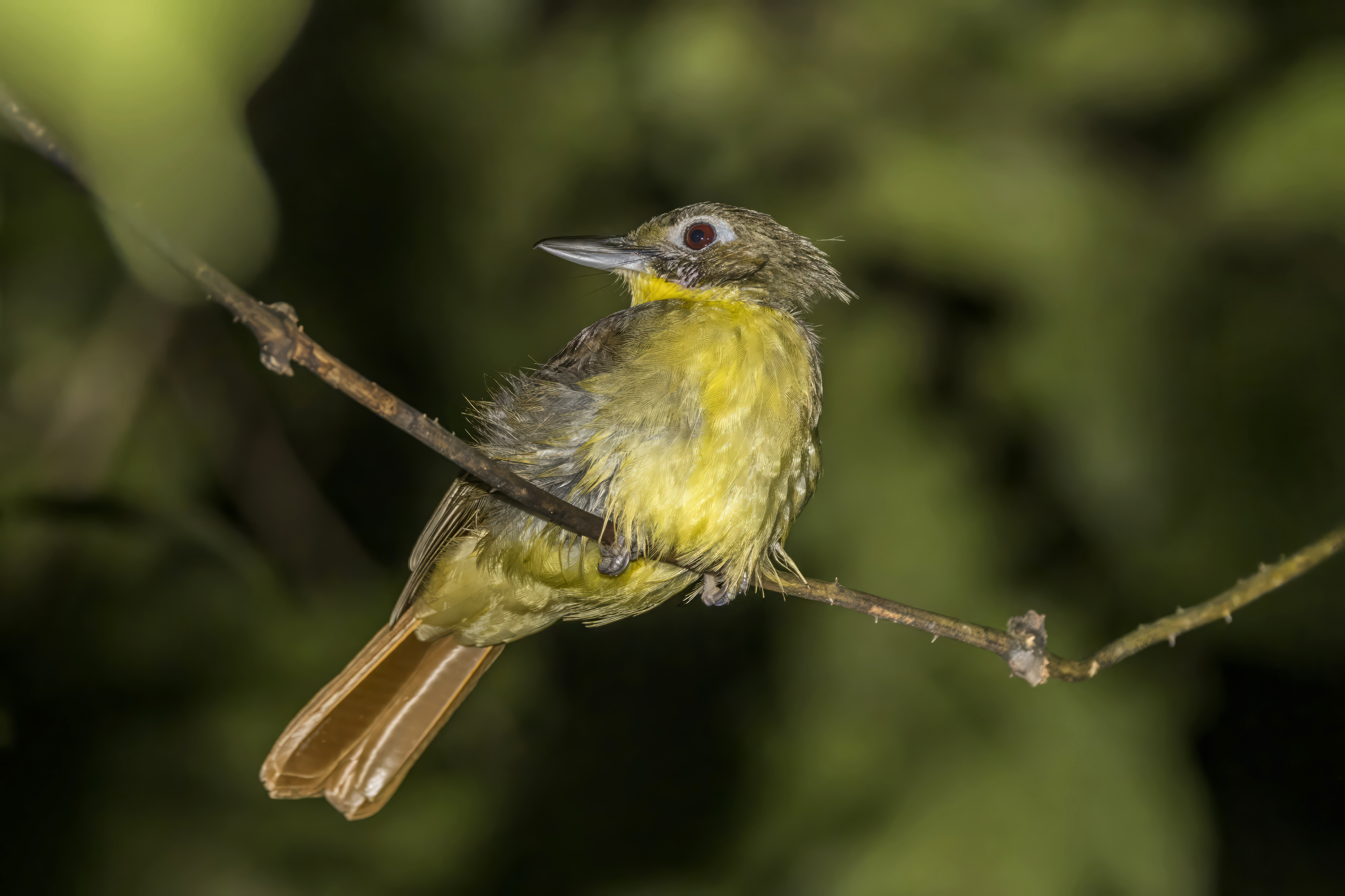
Bulbul bigotudo

- Cuenca de Jimbe, 156 km2. La cuenca de drenaje de Jimbe se encuentra en el noroeste de Zambia, en la provincia del Noroeste, con Angola al oeste y la RDC del Congo al norte y el este, a una altitud de unos 1250 m. La vegetación está dominada por el miombo, con parches de praderas y una red de corrientes alineadas con bosques siempre verdes. Alberga muchas especies de aves del bioma forestal Guinea-Congo, que incluyen la polluela pulcra, el martín pescador ventriblanco, el pito orejipardo, el bias llameante y el batis carunculado castaño. El tejedor piquigrueso se encuentra donde el bosque da paso a las praderas y la tordina moteada aparece de forma dispersa. Como especie de las tierras altas afrotropicales aparece el pájaro zarzalero del bambú. La biodiversidad es alta en las zonas boscosas. Entre las serpientes figuran Philothamnus carinatus, Causus lichtensteinii y Thelotornis kirtlandii. La mayor parte de este territorio en la cuenca del Zambeze no está protegido, pero debido a su proximidad con Angola está menos poblado que las áreas que lo rodean, que han sido deforestadas para construir granjas. Muchos de los bosques de galería permanecen intocados, aunque amenazados por la agricultura, la búsqueda de recursos y la minería. Dentro de la cuenca se encuentran los bosques protegidos de Muhonge, de 13,35 km2, y de Majamu, de 10 km2.[2]

- Fuentes del Zambeze, 2,5 km2. En la frontera con la República Democrática del Congo, en la provincia del Noroeste, a 50 km al norte de Mwinilunga, entre 1445 y 1490 m de altitud. Es una franja de bosque a lo largo de un estrecho valle donde nace el río Zambeze. El bosque está rodeado de un rico miombo que se extiende por la zona protegida. Alrededor hay pequeñas poblaciones. Hay 27 especies de aves de interés, entre ellas, la paloma nuquibronceada, el bubul bigotudo y el monarca colilargo ventrirrojo, especies del bioma de bosque Guinea-Congo, y numerosas especies del bioma del miombo, así como alguna de las tierras altas afrotropicales, como el zarzalero del bambú. El IBA se solapa con el Monumento nacional de las fuentes del Zambeze, de 37 hectáreas, y la Reserva forestal de Luinga, de 627 km2.[3] La fuente del Zambeze es el único lugar donde se encuentran las plantas endémicas Dissotis glandulosa y Elaphoglossum zambesionaum, por lo que se considera reserva botánica. El bosque en las fuentes tiene una altura de 24 metros, con un denso dosel y un estrato arbustivo de entre 2 y 3 metros de altura. Las precipitaciones medias superan los 1370 mm anuales, con vientos del sudoeste.[4] En la zona del nacimiento se han colocado unas pasarelas de madera en medio del bosque para acceder a un manantial bajo el tronco de un árbol. Entre los mamñíferos, viven aquí el pangolín arborícola, roedores, cercopiteco de cola roja y civeta africana de las palmeras.[5]

- Bosque de Mbulo, 5 km2. Una zona de bosque mushitu (bosque pantanoso perenne con una gran variedad de vegetación) en la orilla occidental del río Zambeze, entre 1000 y 1050 m de altitud, en 13°13'12"S y 22°49'48"E, en la provincia del Noroeste, entre Lukolwe y Luzu. Alrededor, el bosque es de miombo, aunque al norte hay una estrecha franja pantanosa. Al oeste se encuentra la llanura de Kamunoka. Entre las especies del mushitu destacan la paloma caripálida, el alción pechiazul, el suimanga de Bannerman, el monarca de El Cabo, el apalis gris y el bubú multicolor, entre otros. Durante la estación de cría, entre agosto y noviembre, aparecen bandadas de estúrnidos.[6]

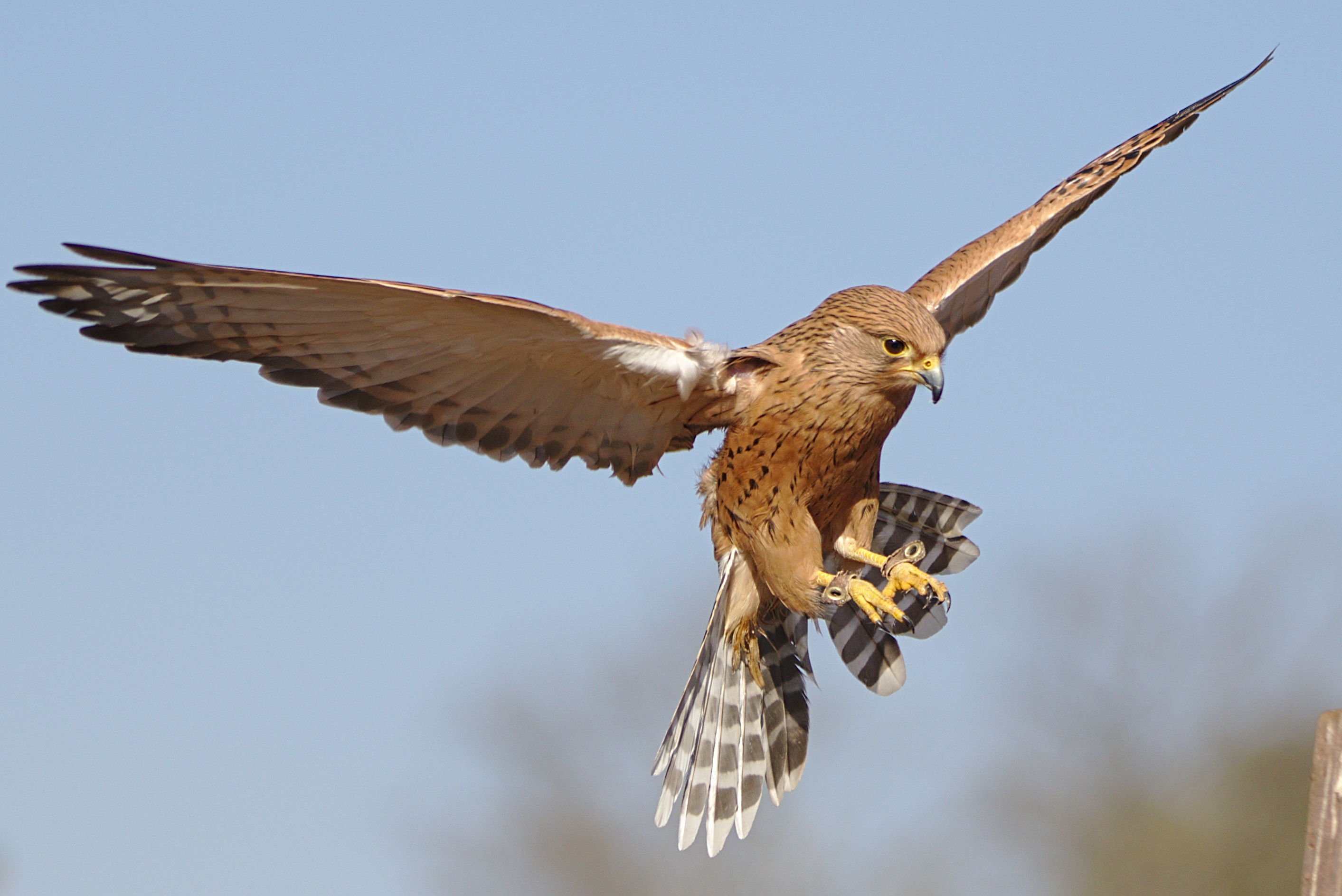
Cernícalo ojiblanco

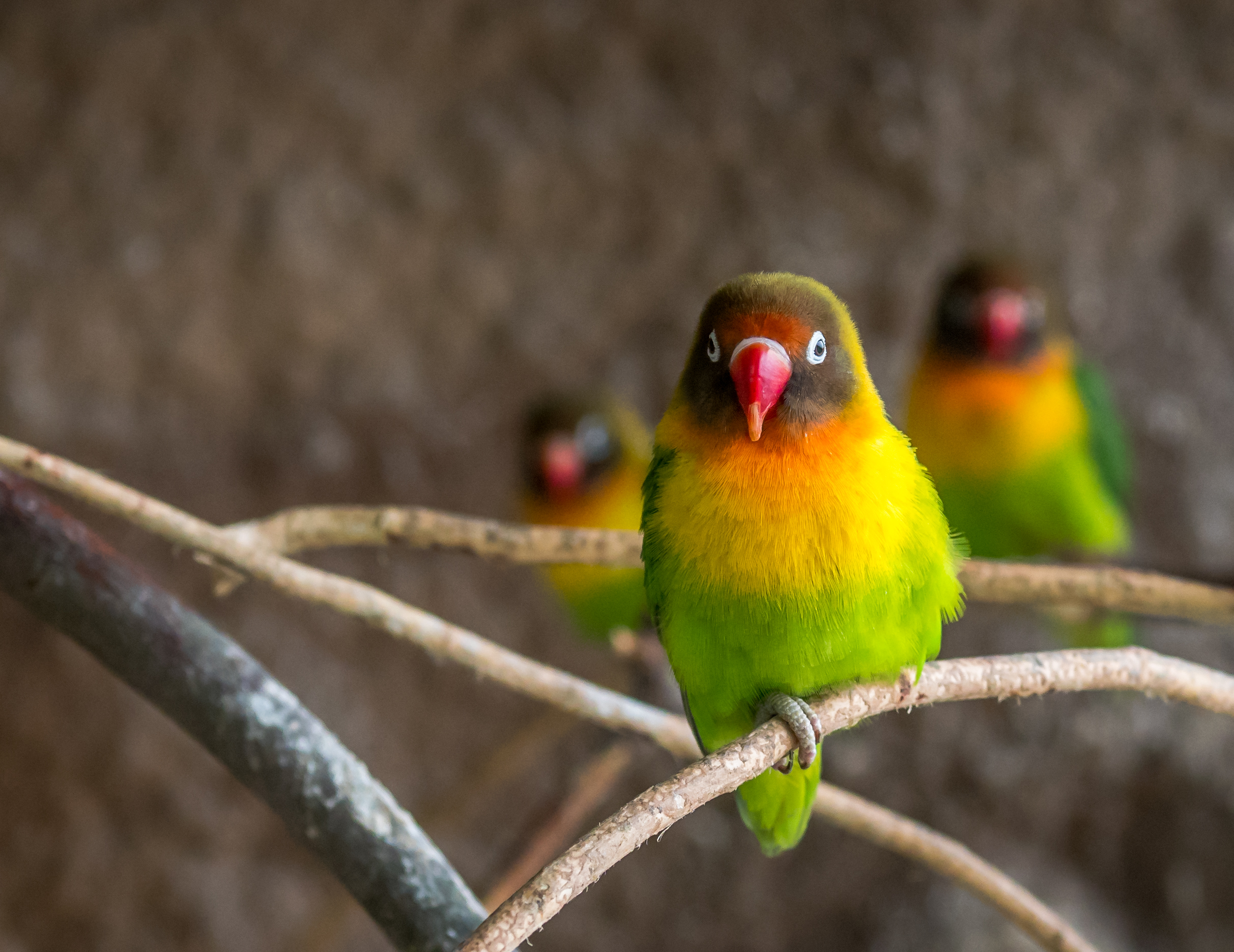
Inseparable de mejillas negras

- Llanura de Minyanya, 500 km2. En la Provincia del Noroeste, es una llanura que puede ser dividida en zonas húmedas y secas en depresiones con ligeras elevaciones a unos 1070 m. Hay grupos aislados de matorrales y pequeños bosques de Syzygium en las depresiones. En los bordes hay sabana arbolada del Kalahari y sabana de Burkea africana, una leguminosa que alcanza de 4 a 20 m de altura. La superficie acuática es muy pequeña y en época seca se queda despoblada. Con centro en 13°7'48"S y 22°15'00"E, sus límites están poco definidos. La avifauna es típica del distrito de Mwinilunga y la provincia occidental, con cernícalo ojiblanco, cuervo negro y viuda del paraíso, así como alondra angoleña, cistícola colinegro y francolín gorgiblanco, entre otros.[7]

- Parque nacional de Lunga Occidental y área de gestión de caza de Lukwakwa.

- Llanura de Chitunta, 100 km2. En 11°30'S y 24°22'48"E. A 30 km al norte de Mwinilunga, en la mitad inferior del río Chitunta y una parte del Luakera, en la confluencia de ambos, entre 1360 y 1400 m. Ambos fluyen a través de amplios herbazales que son una mezcla de dambo, llanura inundable y llanura seca. Está atravesado por la carretera Mwinilunga–Ikelenge. Hay unas 22 especies de interés. La zona es idónea para el bisbita de Grimwood, común en los humedales. En los canales anida el tejedor de Bocage, y en el escaso miombo se encuentra el torcecuello africano. Otras aves son la alondra angoleña, la golondrina rojinegra y el cistícola dambo.[8]

- Hillwood, 32 km2. En 11°15'00"S y 24°19'12"E. Es una de las granjas más grandes en el norte del distrito de Mwinilunga, en torno a la cual se ha desarrollado una floreciente comunidad.[9] Hay ganado, campos de maíz y una reserva privada de caza de 20 km2. Está atravesada por el río Sakeji.[10] En gran parte, la vegetación permanece virgen. Los tres hábitats dominantes son la llanura herbácea, el miombo y el mushitu o bosque pantanoso. Hay 42 especies de interés, entre ellas, el bulbul indicador, el zorzal de Fraser, el apalis gorgirrufo y el suimanga de Bates.[11]

## Provincia Oriental
- Colinas de Nyanje, 50 km2. A 20 km al sur de Sinda, en la provincia Oriental. Alberga una elevada densidad de inselbergs de granito, desde los de pequeño tamaño a grandes domos, entre 1010 y 1410 m de altitud sobre el nivel del mar. Por otro lado, están rodeados de bosques degradados y granjas bastante pobladas. Hay pequeños parches de zonas vírgenes, sobre todo, alrededor y sobre las colinas, y al este de la misión de Nyanje,[12] una misión católica con viviendas, una iglesia y un hospital gestionados por la iglesia, aunque todavía no se ha delimitado la zona, que podría albergar los bosques locales de Mchembwe y Chilowe. El sitio es importante por la presencia del zorzal roquero, que se encuentra en la base de los inselbergs. Hay también damán de El Cabo y 7 especies destacables de aves el suimanga del miombo, el suimanga pechiblanco, el cernícalo primilla, la camaróptera del miombo, la viuda coliancha, el carbonero ventrirrufo y el serín orejinegro.[13]

- Parque nacional de Lukusuzi

- Parque nacional de Luangwa Sur

## Provincia Occidental
- Simungoma, 1000 km2. En la provincia Occidental, cerca de Namibia. Es una llanura de inundación, entre 710 y 970 m de altitud, con bosques y arboledas de teca africana (llamada mutemwa), en la carretera Livingstone-Sesheke y, al oeste, el río Zambeze, frontera con Namibia, con un complejo sistema de canales y meandros cerrados en torno al curso principal del Zambeze. Hay pantanos de papiros y Phragmites en algunos de los humedales permanentes, y no muy lejos del río hay varios salares efímeros. En las extensiones arenosas hay pequeñas elevaciones que se convierten en islotes en época de crecida. En estas islas crecen matas de Phoenix reclinata y algunas Acacia albida de gran tamaño. En la llanura, hay bosquetes de acacias y Terminalia sericea. Al norte de la carretera hay teca africana de forma dispersa en una zona poco poblada. En la zona hay 11 especies de aves interesantes, desde la garceta de garganta roja al tejedor gorjipardo sureño, el bubú bicolor, el estornino de Burchell, el estornino de El Cabo y el tejedorcito escamoso. Incluye la Reserva forestal de Masese, de 608 km2.[14]

- Fuentes del Zambeze, 2,5 km2. En la frontera con la República Democrática del Congo, en la provincia del Noroeste, a 50 km al norte de Mwinilunga, entre 1445 y 1490 m de altitud. Es una franja de bosque a lo largo de un estrecho valle donde nace el río Zambeze. El bosque está rodeado de un rico miombo que se extiende por la zona protegida. Alrededor hay pequeñas poblaciones. Hay 27 especies de aves de interés, entre ellas, la paloma nuquibronceada, el bubul bigotudo y el monarca colilargo ventrirrojo, especies del bioma de bosque Guinea-Congo, y numerosas especies del bioma del miombo, así como alguna de las tierras altas afrotropicales, como el zarzalero del bambú. El IBA se solapa con el Monumento nacional de las fuentes del Zambeze, de 37 hectáreas, y la Reserva forestal de Luinga, de 627 km2.[3] La fuente del Zambeze es el único lugar donde se encuentran las plantas endémicas Dissotis glandulosa y Elaphoglossum zambesionaum, por lo que se considera reserva botánica. El bosque en las fuentes tiene una altura de 24 metros, con un denso dosel y un estrato arbustivo de entre 2 y 3 metros de altura. Las precipitaciones medias superan los 1370 mm anuales, con vientos del sudoeste.[4] En la zona del nacimiento se han colocado unas pasarelas de madera en medio del bosque para acceder a un manantial bajo el tronco de un árbol. Entre los mamñíferos, viven aquí el pangolín arborícola, roedores, cercopiteco de cola roja y civeta africana de las palmeras.[5]

- Parque nacional Sioma Ngwezi

- Parque nacional de las llanuras del Liuwa

- Llanura Bulozi, 7300 km2

## Provincia de Luapula

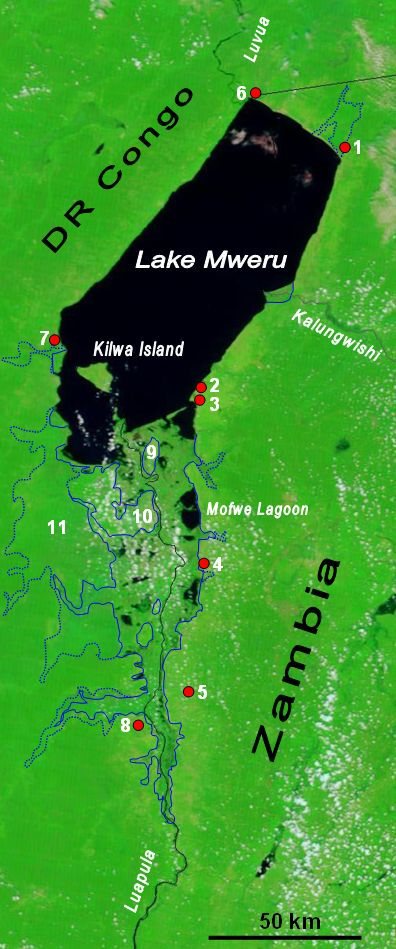
Humedales y boca del río Luapula antes de desembocar en el lago Moero. Las líneas azules señalan el pantano y sus islas; la zona punteada marca la llanura de inundación. Los puntos rojos son pueblos. En Zambia: 1 Chiengi, 2 Kashikishi, 3 Nchelenge, 4 Mwansabombwe, 5 Mwense. En la RD Congo: 6 Pweto, 7 Kilwa, 8 Kasenga. El 9 es la isla de Chisenga; el 10, la mayor isla pantanosa (en la RDC), y el 11 es la mayor zona inundable.

- Boca del Luapula, 900 km2, en la provincia de Luapula. El río Luapula nace en los humedales del lago Bangweulu. El río fluye hacia el norte, marcando la frontera entre Zambia y la RDC y luego desemboca en el lago Mweru, a unos 900 m de altitud. Los pantanos ocupan una franja de 100 km a lo largo del río antes de desembocar en el lago, con unos 30 km de anchura. En el lado del Congo hay cuatro islas deshabitadas, mientras que en el de Zambia hay tres islas deshabitadas en el delta, incluyendo la isla Chisenga, así como varias lagunas, entre las que destaca la laguna Mofwe. El sitio es conocido por la población aislada de cloropeta picofina, aunque está poco explorada. Hay 9 especies de interés en la boca del Luapula, que forma parte de la cuenca del Congo cuando desagua del lago por el norte: el zarzalero aliblanco, la polluela rufa, el cucal cola de cobre, el abejaruco pechiazul, la chagra marismeña, el cistícola gorjeador, el zarzalero charlatán, el carricero rufo, etc. Entre los mamíferos se encuentra el sitatunga.[15]

- Parque nacional del llano de Lusenga

## Provincia Central

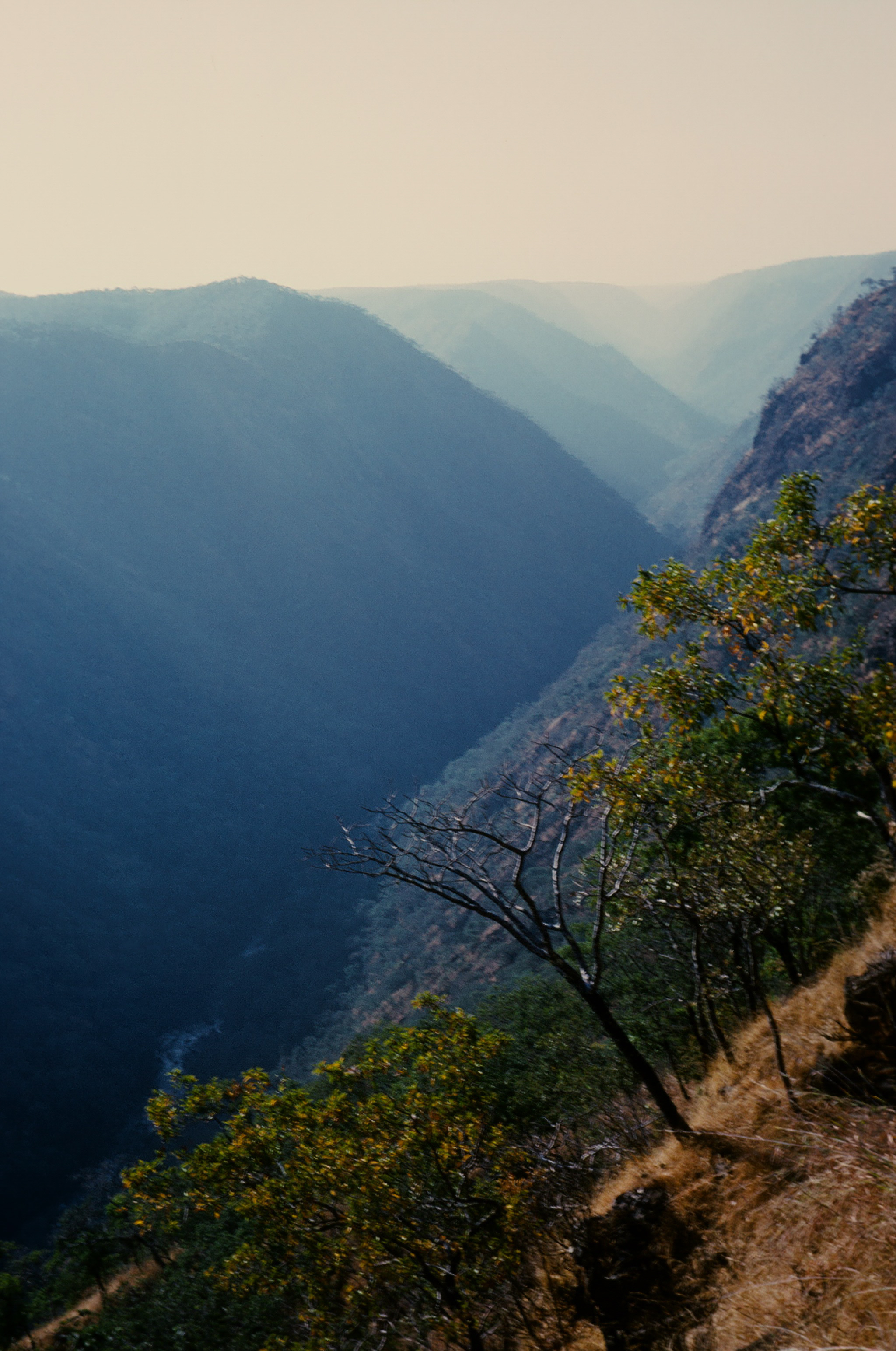
Vista desde Bell Point en la Wonder Gorge o Garganta de Wonder

- Swaka Norte, 1080 km2, centrada en -13.38° Latitud y 29.37° longitud. Es una zona boscosa poco conocida en la frontera con la RDC al norte del pueblo de Mkushi, en un terreno rocoso entre 1250 y 1400 m que culmina no obstante a 1893 m. Es la cabecera del río Lunsemfwa, en la cuenca del Zambeze, al este del país, en la provincia Central, por debajo de Copperbelt. Las distintas fuentes del río han excavado gargantas en las colinas, donde hay franjas de bosque submontano. En uno de los afluentes, el río Changwena, hay cascadas de interés para el turismo.[16] El área está dominada por el miombo. En las zonas bajas hay dambos (humedales) y a mayor altitud, se encuentra el palo amarillo real, árbol perennifolio grande que es al árbol nacional de Sudáfrica. Hay 27 especies de aves de interés, entre ellas endémicas como el barbudo de Anchieta, el alcaudón de Souza, la eremomela cuellinegra, el suimanga de Anchieta, el tejedor gorrión dorsicastaño y el tejedor alibarrado.[17]

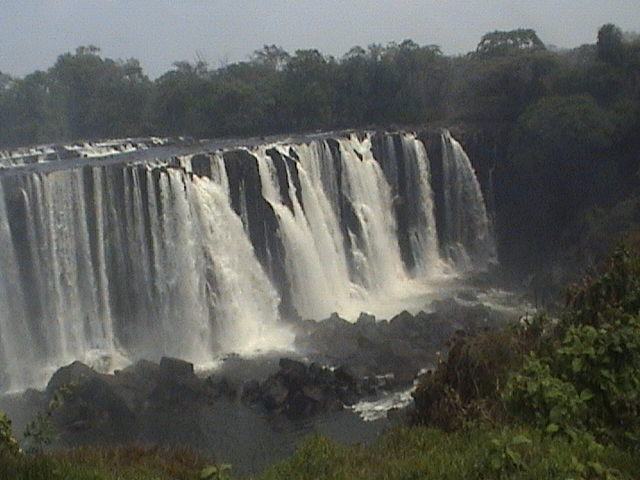
Cascadas de Lumangwe en el río Kalungwishi

- Chisamba, 520 km2. Al norte de Lusaka, al oeste del distrito de Chisamba, atravesado por la carretera Lusaka-Kabwe, centrado en 15°00'00"S y 28°15'00"E, en la Provincia Central, a 1100 m de altura. Engloba varias granjas y un bosque nacional en un terreno muy variado, con bosques de miombo (Brachystegia, Isoberlinia y Julbernardia principalmente) y munga (un tipo de sabana con árboles dispersos o en grupos, sobre todo Acacia, Combretum y Terminalia spp. en una pradera de hierbas muy altas),[18] así como algunos parches arbustivos y estrechos bosques de ribera, unos pocos dambos y varias colinas rocosas. Al menos tres de las granjas operan como áreas privadas de caza, mejor protegidas. Hay unas 23 especies de aves de interés, aunque la zona destaca por la población residente de barbudo de Chaplin. Es en general una zona muy agrícola con varios embalses en los que hay aves acuáticas, y otras como los invernantes guion de codornices y agachadiza real.[19]

- Parque nacional Kafue

- Parque nacional de Kasanka

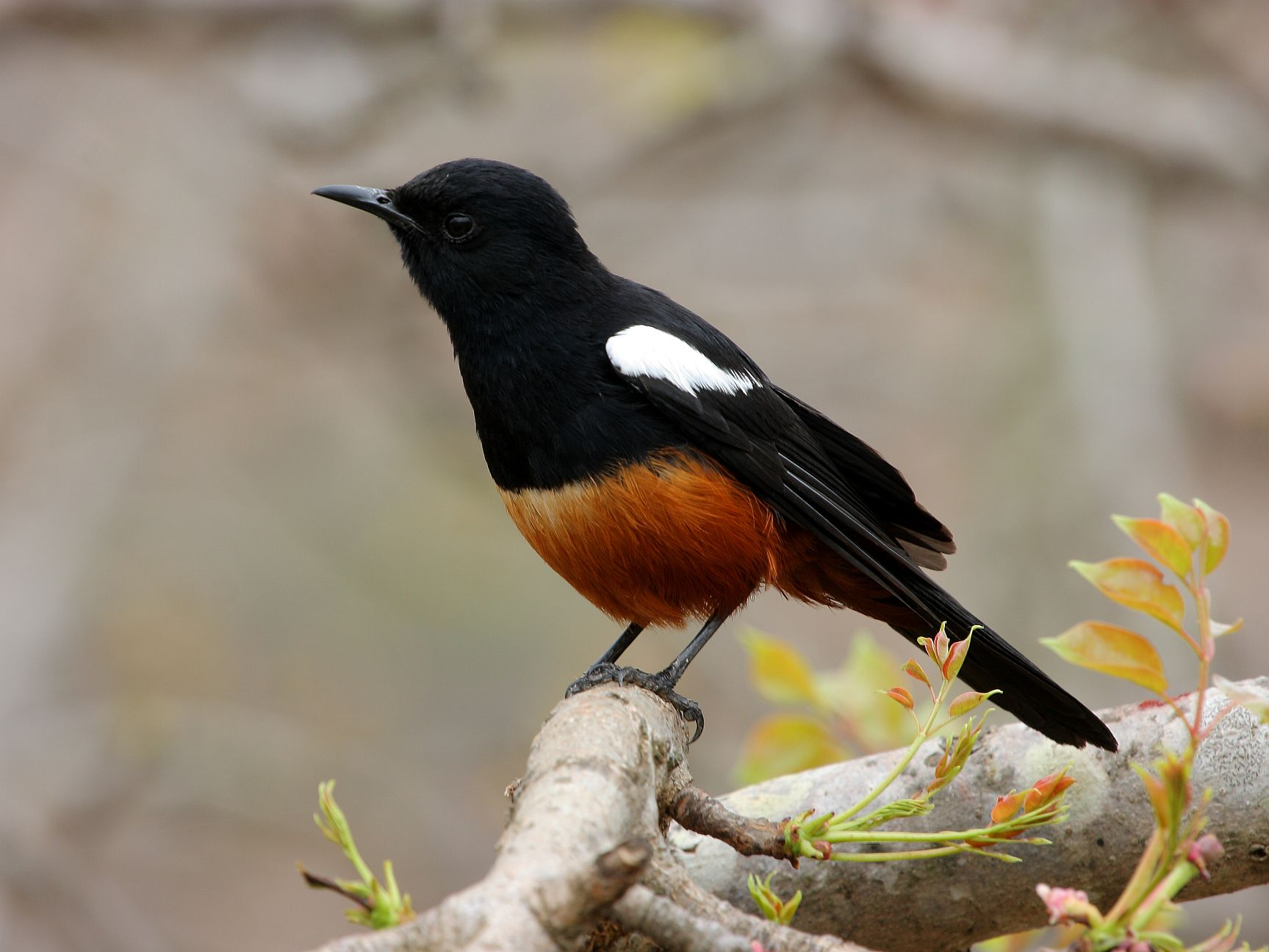
Roquero imitador

- Garganta de Wonder, 100 km2, en 14°37'12"S y 29°07'12"E. Al nordeste de Lusaka, entre 500 y 1150 m de altitud, donde el río Lunsemfwa desciende del escarpe de Muchinga,[20] en una espectacular garganta muy empinada y estrecha, de 300 m de altura. A medio recorrido, recibe al río Mkushi por el nordeste, que forma otra espectacular garganta. La confluencia se considera monumento nacional por las vistas desde un lugar llamado Bell Point,[21] al que se accede por el nordeste. Las zonas altas están cubiertas de miombo y el entorno está deshabitado. Las aves son las típicas de zonas escarpadas: el halcón de Taita, el águila milana, el roquero imitador, el cistícola perezoso, el bisbita rayado y el estornino alirrojo. En el miombo hay las especies típicas de este bosque, como el toco piquiclaro, el roquero angoleño, el zorzal hormiguero de Arnot, el crombec orejirrufo, el carbonero ventrirrufo, etc.[22]

- Pantano de Lukanga, 3300 km2

## Provincia del Norte

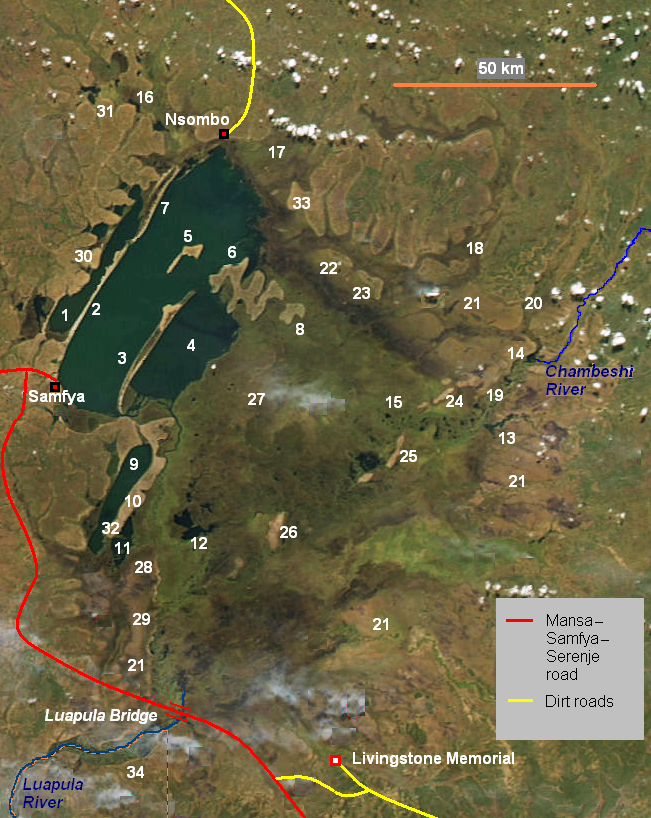
Lago Bangweulu. 1 Lago Chifunabuli, 2 Península Ifunge, 3 Isla Mbabala, 4 Lago Walilupe, 5 Isla Chishi, 6 Isla Chilubi, 7 Isla Ifunge Mwenzi, 8 Isla Nsumbu, 9 Lago Kampolombo, 10 Península Kapata, 11 Lago Kangwena, 12 Lago Chali, 13 Lago Chaya, 14 Lago Wumba, 15 Laguna Pook, 16 Estuario de Lupososhi, 17 Estuario de Luena, 18 Estuario de Lukuto, 19 Estuario de Chambeshi, 20 Río Luansenshi, 21 Llanuras de inundación Grassy, 22 Isla Chichile, 23 Isla Kasansa, 24 Isla Panyo, 25 Isla Nsalushi, 26 Isla Ncheta, 27 Lunga Bank, 28 Kasenga, 29 Kataba, 30 Lubwe, 31 Kasaba, 32 Twingi, 33 Chaba, 34 Pedículo del Congo.

- Kalungwishi, 150 km2, en la provincia del Norte, en 9°52'12"S-30°19'48"E, en una zona poco explorada. El río Kalungwishi nace a unos 1600 m de altitud, en la meseta norte de Zambia, en el distrito de Lunte, y desemboca en el lago Moero, después de unos 170 km, tras bordear el Parque nacional de los llanos de Lusenga por su frontera oriental. El río es conocido por sus atractivas cascadas (Lumangwe, Chimpepe, Kabweluma, Kundabwiku y Mumbuluma).[23] Los humedales aquí mencionados se encuentran en un afluente en la parte media, en una meseta casi deshabitada a 1600-1650 m de altitud, a unos 40 km al este del río en su parte media. Fuera de los pantanos, hay bosque de miombo y algunos terrenos cultivados. Se cree que cría la grulla carunculada y pasa los inviernos la agachadiza real, además de otras aves características de los humedales poco profundos del dambo.[24]

- Parque nacional de Nsumbu y área de gestión de caza de Tondwa.

- Pantanos de Bangweulu. Entre las provincias del Norte y Luapula.

- Parque nacional del Mweru Wantipa

- Río Saise, 40 km2. En la frontera con Tanzania, centrado en 8°58'12"S y 31°40'12"E, a unos 1525 m, en una zona poco conocida de humedales, bosques y matorrales con unas seis especies de interés, solo visitada por ornitólogos en 1996, cuando se descubrió la abundancia del tejedor de Reichard en el área. También hay agachadiza real, rascón cafre, polluela rufa, etc. El río Saise, que fluye formando un arco abierto hacia el norte de sudoeste a nordeste, desemboca en el río Kalambo, que sigue la frontera de Zambia y Tanzania. Más allá del humedal, hay numerosas explotaciones agrarias de subsistencia.[25]

- Panes de Uningi, 10 km2. En 8°55'12"S y 31°22'12"E. En una zona a unos 30 km al oeste del río Saise, pero mucho más habitada en el distrito de Mbala, junto a la localidad de Uningi, a 1800 m de altitud, al este de la carretera que se dirige de sur a norte a Mbala, a 10 km. Se trata del lugar más importante de Zambia para el somormujo lavanco, aunque también se encuentra en el cercano lago Chila, al norte y desaparece en los años secos. Los dos panes, enormes salares cubiertos de agua en época de lluvias, tienen 1 km de radio el occidental, y 1,1 por 3 km de norte a sur, el oriental. Entre las aves, figuran el pato dorsiblanco, el gansito africano, la jacana chica y la jacana africana, entre otros.[26]

## Provincia de Lusaka
- Mutulanganga, 280 km2. Probablemente, el mayor bosque virgen caduco de tierras bajas de Zambia, entre 400 y 700 m de altitud, en 16°15'00"S y 28°43'48"E, unos 40 km al norte del lago Kariba, en la provincia de Lusaka. Atravesado por la carretera Chirundu-Siavonga, es parte del bosque local de Mutulananga, cuyos límites sur y este están sin definir. La zona está drenada por los ríos Mutulanganag y Mbendele, que fluyen hacia el este hasta el río Zambeze. Hay franjas de mopane y otros tipos de bosque seco con baobabs, aunque la mayor parte es un bosque caduco en el que se encuentran especies de Mimosoideae. La zona, poco poblada, salvo en zonas como Lusitu, es conocida por la migraciones anuales de pita angoleña, que aparece entre noviembre y abril, tras las lluvias, así como el koel colilargo.[27]

- Parque nacional del Bajo Zambeze

## Provincia Sur

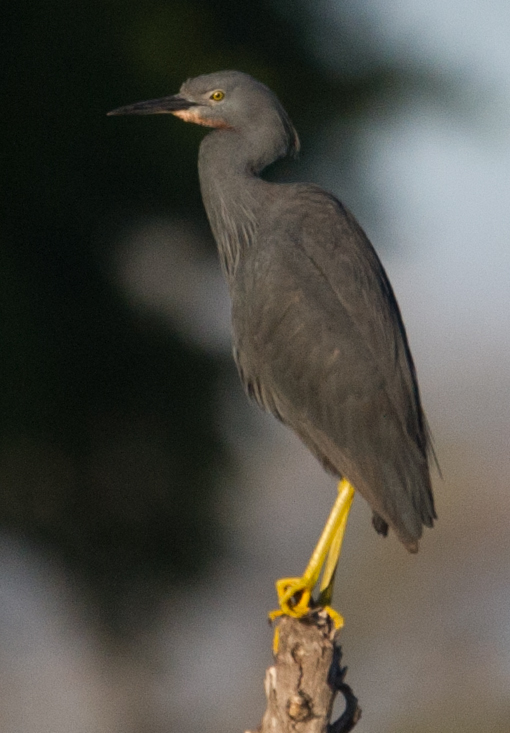
Garceta de garganta roja

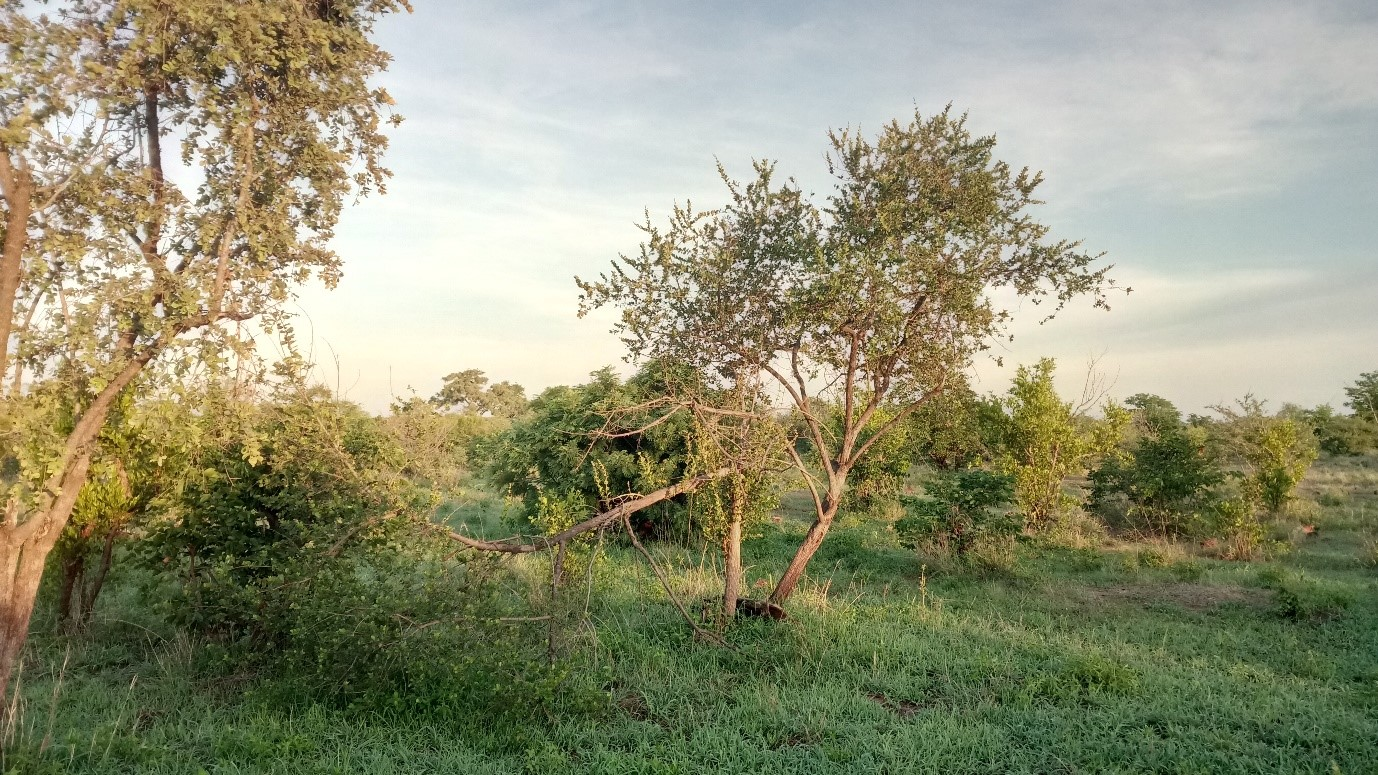
Teca del Zambeze

- Machile, 477,8 km2. Sur de Zambia, entre la provincia Sur y la del Oeste, en 17°3'S y 25o15'E. Entre 950 y 1110 m. Comprende varias reservas forestales: Machili (48 km2), Martin (51 km2), Katombola (46 km2), un par de reservas sin nombre (57 km2) y un área de gestión de caza (Sichifula, 360 km2). La zona está dominada por el bosque de mopane, con algo de sabana herbácea, llanuras inundables, arbustos, bosque mutemwa (bosque seco, caracterizado por la presencia de teca del Zambeze o mukusi, en la ecorregión sabana arbolada de teca del Zambeze) y munga (sabana arbolada con acacias dispersas). Cubre secciones de los ríos Machile medio, Simatanga, Sichifulo y Sala, con cauces no siempre permanentes. Atraviesa la zona la línea ferroviaria Livingstone–Mulobezi y hay pequeños poblados dispersos. Es zona refugio del loro inseparable de mejillas negras.[28]

- Parque nacional de Mosi-oa-Tunya y garganta de Batoka

- Llanos del Kafue. En las provincias Sur, Central y de Lusaka

- Área de conservación del río Nkanga, 97 km2. En 16°37'12"S y 27°01'48"E. Tres granjas privadas en la meseta de la Provincia Sur, entre 1180 y 1280 m, al nordeste de Choma. Gran parte está vallada para la caza, y el resto tiene cultivos de maíz, café y tabaco sobre todo, así como ganado (bueyes, vacas lecheras y ovejas). El paisaje es una mezcla de miombo, munga (bosque espinoso)[29] y malezas, intercalado con dambos y llanuras herbáceas abiertas. Hay algunos embalses, algunas fuentes termales e inselbergs dispersos. El río Nkanga y sus afluentes están flanqueados por un denso matorral de ribera. Entre las aves, es común el barbudo de Chaplin, endémico de Zambia. Hay seis especies de francolines, entre otras especies.[30]

## Provincia de Muchinga
- Parque nacional de Luangwa Norte

- Parque nacional de Nyika

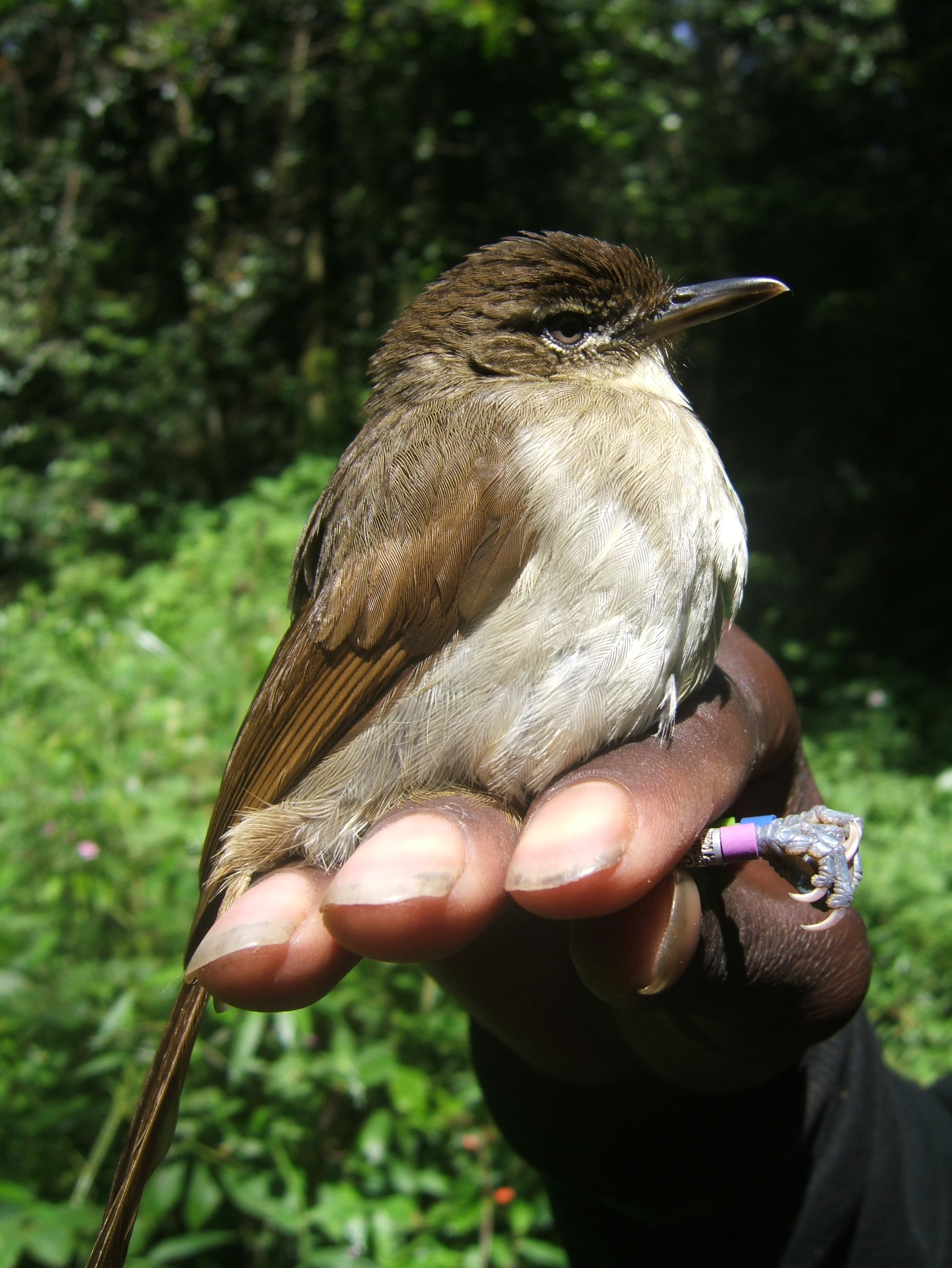
Bulbul de Cabanis

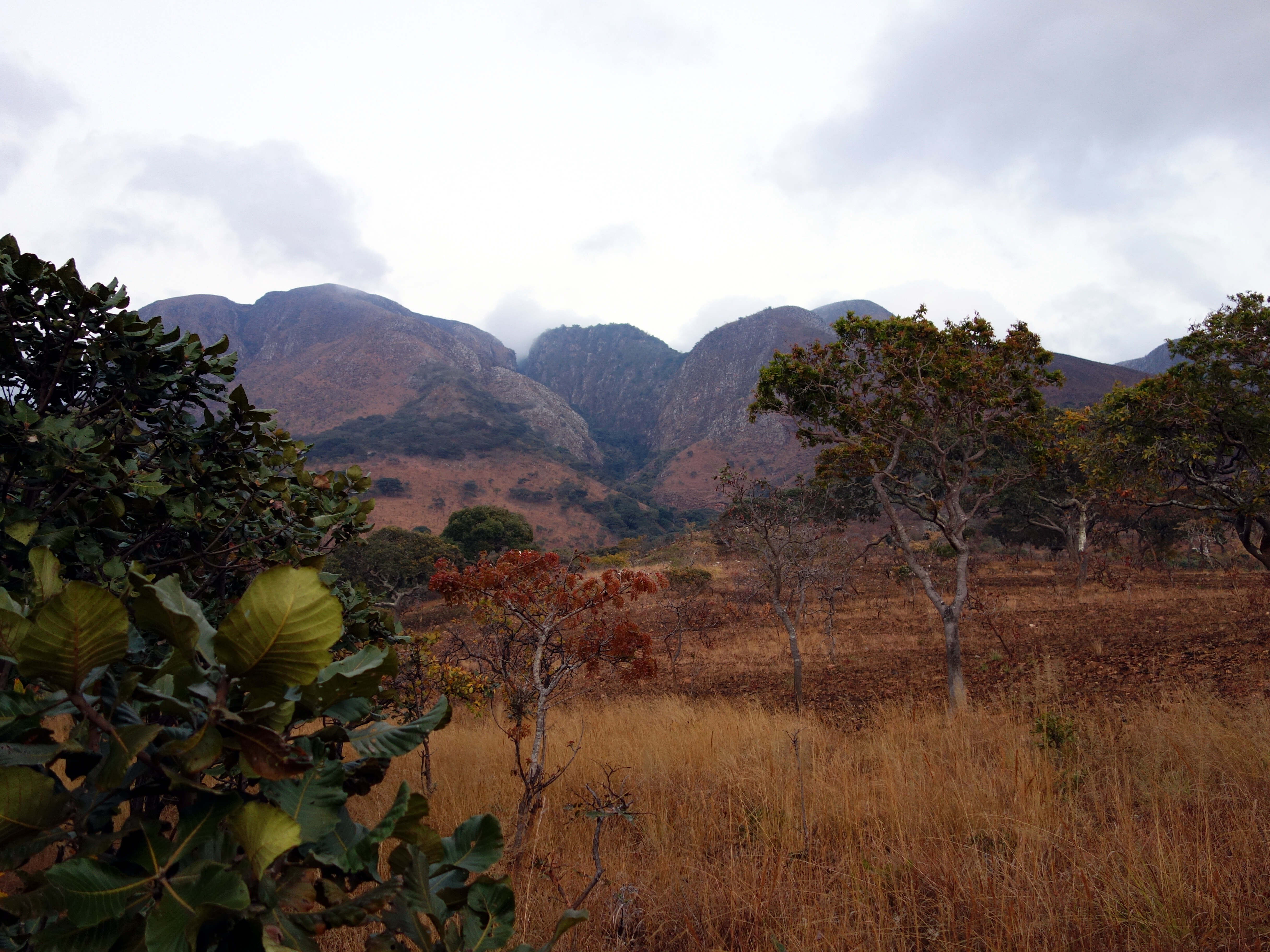
Montes Mafinga

- Parque nacional de Lavushi Manda, 1500 km2

- Área natural de Mutinondo, 100 km2. En 12°27'00"S y 31°18'00"E. Al norte del Parque nacional de Luangwa Sur, un área de conservación privada que protege un área virgen al sur de Mpika, entre la carretera Great North y el escarpe de Muchinga, entre 1360 y 1685 m. La vegetación es el 80 por ciento de miombo, con proteas, orquídeas epífitas y líquenes, aunque el área se caracteriza por los inselbergs de granito, que cubren algo menos de una décima parte del territorio, desde pequeñas prominencias a imponentes montañas, la más alta de las cuales, el monte Mayense, en el sudeste, tiene 1685 m. Los insebergs tienen su propia vegetación, dominada por Xerophyta equisetoides y matorrales como Vernonia bellinghamii, Ozoroa reticulata subsp. insignis e Iboza riparia. Las especies características de la superficie rocosa son Myrothamnus flabellifolius, la maleza Coleochloa setifera y herbáceas como Microchloa indica y Loudetia simplex. Los dambos cubren el diez por ciento de la zona, con algunos secos y con numerosos montículos de termitas del género Cubitermes, y otros siempre húmedos. Hay varios ríos, alguno con cascadas, bosques de ribera y ocasionalmente parches de mushitu (bosque perenne a lo largo de los ríos), que cubren un 3 por ciento del área dominada por los árboles Syzygium cordatum, Agauria salicifolia y Uapaca lissopyrena. Entre las aves propias del miombo, el roquero angoleño y el alcaudón de Souza. En los inselbergs hay chotacabras pecoso, el roquero imitador y el cistícola perezoso. En el escarpe hay especies migratorias como la cigüeña blanca, el águila pomerana y el águila esteparia, entre otros.[31]

- Montes Mafinga, 230 km2. En 10°00'S y 33°17'24"E. Mafinga es una meseta cubierta de colinas, en la frontera entre Zambia y Malawi, formadas por cuarcitas, filitas y areniscas feldespáticas de origen sedimentario. En la meseta se halla el punto más alto de Zambia, a 2339 m en el pico Mafinga Central. El río Luangwa nace en la parte occidental de la montaña. El IBA se encuentra entre 1200 y 2200 m. El paisaje son roquedos y praderas. Algunas aves solo viven en esta zona de Zambia, por ejemplo, la reinita gorjiamarilla y el bulbul de Cabanis. Entre las demás especies hay musarañas elefante y murciélagos molósidos.[32]

- Shiwa Ng'andu, 90 km2. En 11°12'00"N y 31°45'00"E. Entre 1460 y 1760 m. Colinas de granito en el extremo sur del Gran Rift en una zona privada, junto al río Mansha y el lago Ishiba Ng'andu.[33] El centro es una mansión construida hace unos 80 años, rodeada por la reserva natural de Ishiba Ngandu.[34] Hay una gran diversidad de hábitats y de aves. En torno al lago suele verse el buitre palmero. En los dambos hay polluela cabecirroja y lechuza de El Cabo, entre otros. En cada hábitat hay aves características, en las áreas rocosas y mushitu, a lo largo de los ríos y en los pantanos de papiros.[35]

## Provincia de Copperbelt

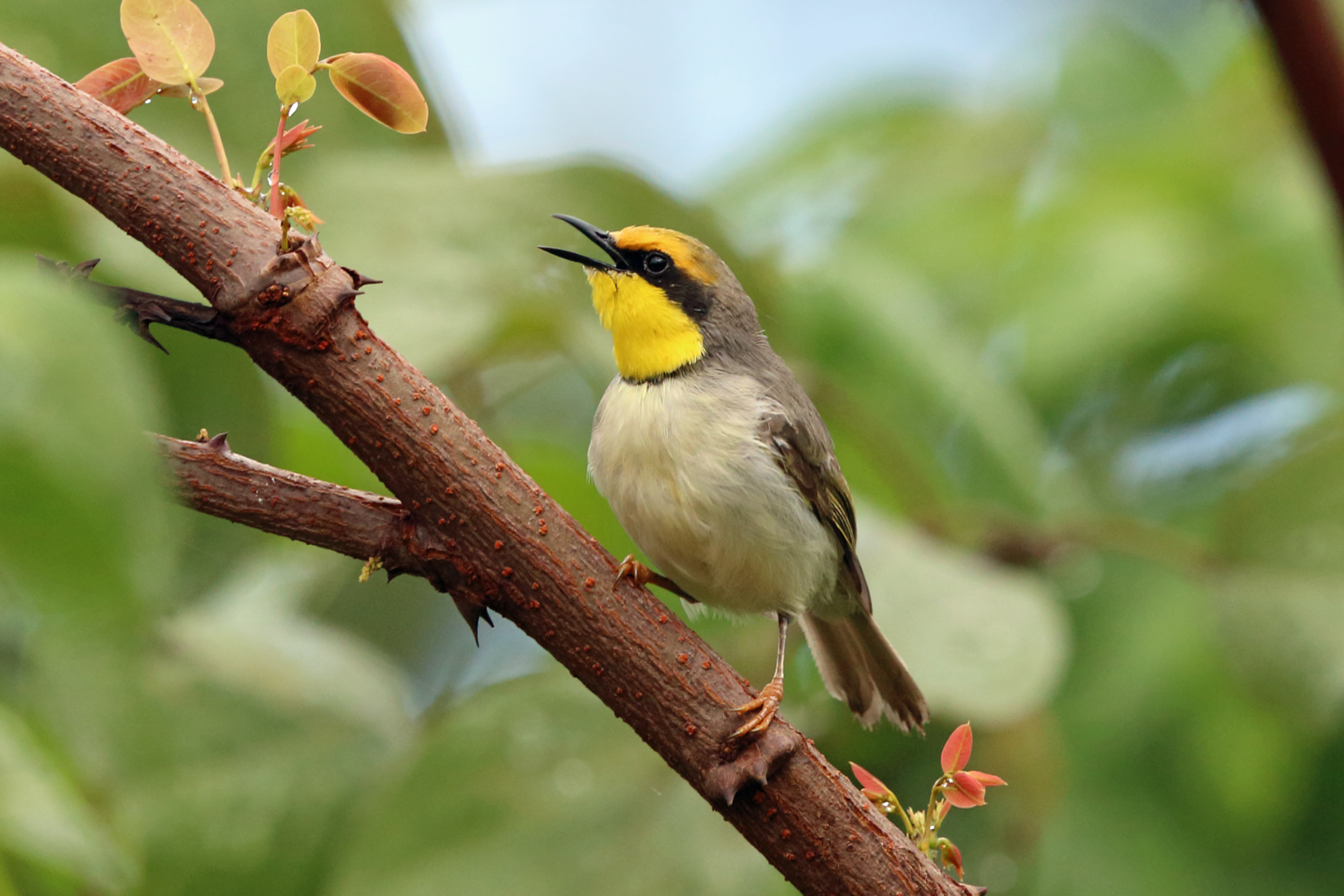
Eremomela cuellinegra

- Imanda, 10 km2. En 13°28'48"S y 27°55'48"E. Un amplio mushitu, 25 km al oeste de Mpongwe y al sur de la misión de St Anthony y el lago Kashiba, a 1180 m. Muchitu es el sobrenombre de la tribu lozi; hace referencia a un niño nacido en la maleza,[36] pero también hace referencia a un bosque pantanoso de ribera siempre verde. En este caso, rodeado de un gran dambo, un humedad superficial formado por pastos y juncos, y algunos pueblos y cultivos. Aparte de algunos senderos a través del bosque, la zona es virgen. Imanda es conocido por el batis de Boulton, un pasiforme que recibe su nombre latino en honor de la historiadora Margaret Leech, y que es habitual en los bosques siempre verdes dominados por Cryptosepalum. Otras especies son el turaco de Ross, el pito oliváceo, el oruguero purpúreo, etc.[37]

- Orfanato de vida salvaje de Chimfunshi, 93 km2. En 12°19'48"S y 27°31'12"E, a 1280 m de altitud, es una granja privada muy grande a orillas del Río Kafue, cerca de su cabecera, entre la carretera Chingola–Solwezi y la frontera con la RDC.[38] La mayor parte está cubierta de miombo, intercalado con dambos y mushitu. Algunas partes del Kafue están rodeadas por un alto bosque de ribera y otras por una ancha llanura de inundación. En el centro de la granja hay un orfanato de chimpancés que genera cierta atención,[39] de ahí que se hayan vallado 5300 ha como reserva de caza, de las que 1000 ha están cerradas para chimpancés. En el bioma hay barbudo especulado, barbudo de frentirrojo occidental, eremomela cuellinegra, mosquitero de Laura, tejedor gorrión dorsicastaño y estornino colifino. También hay especies del mushitu, como el turaco de Ross y el pito oliváceo.